# إريك أيك
إريك أيك (بالألمانية: Erich Eyck)‏ هو مؤرخ العصر الحديث ‏ ومحامي ألماني، ولد في 7 ديسمبر 1878 في برلين في ألمانيا، وتوفي في 23 يونيو 1964 في لندن في المملكة المتحدة.

## وصلات خارجية
- إريك أيك على موقع مونزينجر (الألمانية)